# Атрато
Атрато (на испански: Rio Atrato) е река в западната част на Колумбия, в департаментите Чоко и Антиокия, вливаща се в Карибско море. Дължината ѝ е 750 km, а площта на водосборния басейн – 37 810 km².
Река Атрато води началото си от западните склонове на Западните Кордилери, на 2900 m н.в., в източната част на департамента Чоко. В най-горното си течение тече в дълбока и тясна планинска долина в югозападна посока. След устието на левия си приток Андагеда излиза от планините, завива на север и до устието си тече в тази посока през Притихоокеанската низина, между Западните Кордилери на изток и планината Серания де Баудо на запад. Тук долината и става много широка (до 80 km), силно заблатена и с множество крайречни езера (Сиенага де Тадия, Сиенага де ла Гранде, Сиенага де Соларсо, Сиенага Карвахал и др.). Влива се от юг в залива Ураба на Дариенския залив на Карибско море, като образува делта. Основни притоци: леви – Андагеда, Бохая, Напипи, Труандо, Салага; десни – Мури, Сусьо (най-голям). Подхранването ѝ е предимно дъждовно. Река Атрато е пълноводна целогодишна и носи огромно количество наноси, поради което водата ѝ е кафява и мътна. Среден годишен отток в устието 4900 m³/s. Плавателна е за плитко газещи речни съдове на 560 km от устието си, до град Кибдо (най-голямото селище по течението ѝ, административен център на департамента Чоко). По долината ѝ преминава тектонската раница между Северна и Южна Америка. В миналото е съществувал проект за прокарване на плавателен канал по нейното течение между Атлантическия и Тихия океан, който с прокопаването на Панамския канал е изоставен.
Устието на реката е открито през 1501 г. от испанския мореплавател Родриго де Бастидас.